# Ferberita
La ferberita és un mineral de la classe dels òxids que forma part del grup de la wolframita. Rep el seu nom del mineralogista alemany Moritz Rudolph Ferber (1805-1875), que va trobar el 1863 aquest mineral a Sierra Almagrera (Almeria). Forma una sèrie de solució sòlida amb la hübnerita.

## Característiques

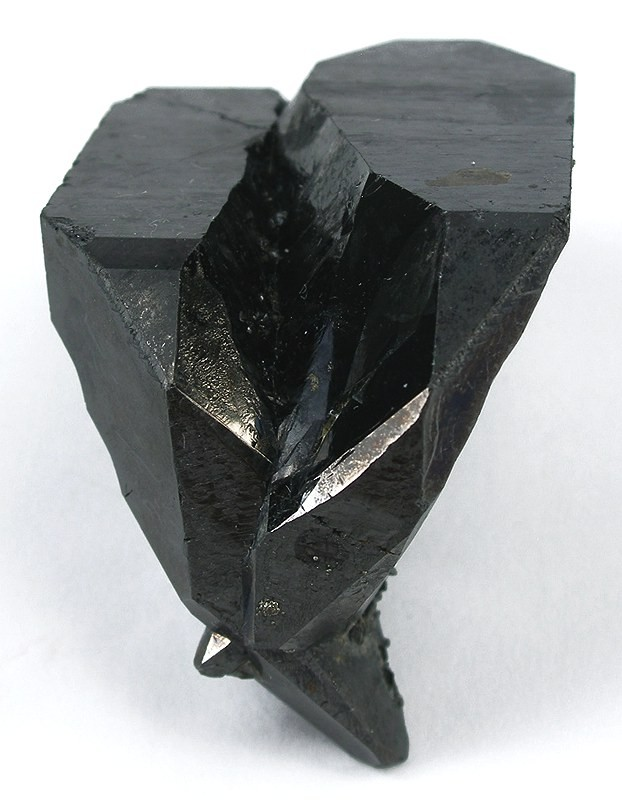
Ferberita maclada de la mina Tanza, Departament de Potosí, Bolívia

La ferberita és un mineral negre o gris fosc. La seva fórmula és FeWO₄, i està composta en un 23,65% de FeO i un 76,35% de WO₄. Pot contenir com impureses niobi, tàntal i escandi. Fon fàcilment i és soluble tant en àcid clorhídric com en àcid sulfúric. Forma una sèrie de solució sòlida amb la hübnerita, però mentre aquesta última és el terme extrem ric en manganès, la ferberita és el terme extrem ric en ferro. Entre tots dos hi ha la wolframita, que conté tant ferro com manganès en proporcions variables entre el 20% i el 80%. Dels tres membres de la sèrie, la ferberita és el més rar.
Forma part del grup wolframita de minerals, juntament amb l'heftetjernita, la huanzalaïta, la hübnerita i la sanmartinita.
Segons la classificació de Nickel-Strunz, la ferberita pertany a «04.DB - Metall:Oxigen = 1:2 i similars, amb cations de mida mitjana; cadenes que comparteixen costats d'octàedres» juntament amb els següents minerals: argutita, cassiterita, plattnerita, pirolusita, rútil, tripuhyita, tugarinovita, varlamoffita, byströmita, tapiolita-(Fe), tapiolita-(Mn), ordoñezita, akhtenskita, nsutita, paramontroseïta, ramsdel·lita, scrutinyita, ishikawaïta, ixiolita, samarskita-(Y), srilankita, itriorocolumbita-(Y), calciosamarskita, samarskita-(Yb), hübnerita, sanmartinita, krasnoselskita, heftetjernita, huanzalaïta, columbita-(Fe), tantalita-(Fe), columbita-(Mn), tantalita-(Mn), columbita-(Mg), qitianlingita, magnocolumbita, tantalita-(Mg), ferrowodginita, litiotantita, litiowodginita, titanowodginita, wodginita, ferrotitanowodginita, wolframowodginita, tivanita, carmichaelita, alumotantita i biehlita.

## Formació i jaciments
Es presenta en forma de cristalls tabulars i prismàtics, i també com agregats massius i granulars. Típicament es troba al costat de pegmatites o en filons hidrotermals a altes temperatures. Els jaciments d'aquest mineral són bastant rars. A més del jaciment tipus situat a Sierra Almagrera (Cuevas del Almanzora, Espanya), hi ha dipòsits a la vall de Rankach (Wolfach, Alemanya) i a les Chaillats (Puy-de-Dôme, França). També hi ha jaciments destacats a Bolívia, en llocs com Llallagua (Departament de Potosí) i Huanuni (Departament d'Oruro). S'han trobat exemplars extraordinaris en la Mina de Panasqueira, mina de wolframi a Castelo Branco, Portugal.
A Catalunya s'ha descrit a la Coma Fosca, a la Roca de Ponent i a Sant Miquel, totes tres localitats dins del terme municipal de Vimbodí (Conca de Barberà, Tarragona).

## Varietats
La reinita és una varietat de ferberita pseudomòrfica de scheelita, l'única varietat coneguda d'aquesta espècie.